# Abdallah ben Ismaïl
Moulay Abdallah ben Ismaïl (en arabe : مولاي عبد الله), né le 14 juin 1694 à Meknès et mort le 10 novembre 1757 à Fès, est un sultan du Maroc de la dynastie alaouite de mars 1729 jusqu'en septembre 1734, puis du 12 mai 1736 à août 1736, de février 1740 à juin 1741, de novembre 1741 à février 1742, de mai 1743 à juillet 1747 et d'octobre 1748 à 1757.
Moulay Abdallah est l'un des fils de Moulay Ismaïl, sultan de 1672 à 1727, et le père de Mohammed III, sultan du Maroc de 1757 à 1790.
Cette période de l'histoire du Maroc est celle d'une intense lutte dynastique entre les héritiers d'Ismaïl.

## Origines familiales
Moulay Abdallah est le fils du sultan Moulay Ismaïl et de son épouse Lalla Khanatha bint Bakkar. Il épouse une femme de la tribu des Chéraga et de leur union nait leur fils ainé Moulay Ahmed, le futur Sidi (en) Mohammed III et une fille dont la postérité ne retiendra pas le nom.

## Biographie

### Premier règne
Il fut d'abord proclamé sultan après la mort de son demi-frère le sultan Moulay Ahmed le 5 mars 1729. Les Abids, les Oudaïas, tous les caïds se rassemblèrent et s'accordèrent pour le proclamer nouveau sultan du Maroc. Ils envoyèrent une troupe de cavaliers le chercher à Sijilmassa où il résidait. En même temps, ils écrivent aux Ouléma de Fès les invitant à engager la Bay'a à Moulay Abdallah, ce qu'ils acceptèrent.
Moulay Abdallah favorable à sa proclamation s'est rendu à Fès pour sa Bay'a qui devait avoir lieu à la zaouia de Moulay Idriss II à Fès el-Bali. Avec sa cour et son escorte, Moulay Abdallah fit une entrée remarquée par la porte Bab Ftouh, mais un homme de son escorte Hamdoun Errousi - que les Fassi reconnurent et poursuivaient pour avoir tué l'un des leurs - calomnia toute la population de Fès devant lui, et ayant entendu cela Moulay Abdallah retourna immédiatement à Fès Jdid, laissant tout le monde confus. Sa Bay'a eut donc lieu à Fès Jdid et était dirigée par le fiqh Aboul'Ula Idris ben Elmehdi Elmechchat Elmouâfi.

#### Complot des Abid al-Bukhari
Moulay Abdallah a été déposé pour la première fois en 1734 par les Abid al-Bukhari qui complotaient secrètement sa déposition et son assassinat. L'événement a été déclenché par le meurtre de son frère, Moulay Abdelmalek, ce qui a incité Moulay Abdallah à prendre des mesures drastiques pour venger sa mort et réaffirmer son autorité. Il a ordonné l'exécution de pas moins de 10 000 membres des Abids al-Bukhari, ainsi que la plupart de leurs chefs. Les Abids étaient une force militaire esclave d'origine sub-saharienne, souvent utilisée par les sultans alaouites comme garde du corps et force armée.
À ce moment, les tensions entre le trône alaouite et les Abids avaient atteint un point critique, exacerbées par des rivalités politiques, des conflits de pouvoir et des intrigues au sein de la cour. La révolte des Abids contre le sultan était le point culminant de ces tensions. Ce qui a conduit Moulay Abdallah à prendre la fuite de sa résidence habituelle à Meknès pour se réfugier chez les Mgafras, une tribu puissante, à Oued Noun. Il se réfugie chez ses oncles maternels les Mgafras et y séjourne avec ses fils, Moulay Ahmed et le jeune Sidi Mohammed pendant plus de trois ans jusqu'à ce qu'il soit de nouveau appelé à s'asseoir sur le trône pour la seconde fois. L'exécution massive des Abid al-Bukhari par Moulay Abdallah a non seulement été une mesure de représailles, mais aussi une tentative de rétablir son autorité et de réprimer toute opposition.